# Макуза, Бернар
Бернар Макуза (руанда и фр. Bernard Makuza; род. 30 сентября 1962, Бутаре) — премьер-министр Руанды с 8 марта 2000 по 7 октября 2011 года.

## Биография
По национальности хуту. Отцом Бернара был Анастас Макуза, который служил министром во время президентства Грегуара Кайибанды. Как и его отец, Бернар Макуза посещал семинарию Святого Леона в Кабгаи.
Бернар Макуза был членом Республиканского демократического движения до 14 апреля 2003 года — тогда партия была распущена из-за обвинений в причастности к геноциду.
До назначения на пост премьер-министра, Бернар Макуза был послом в Бурунди, затем в Германии.
В марте 2000 года был назначен на пост премьер-министра президентом Пастёром Бизимунгу, который отправил предыдущего главу правительства Руанды Пьера-Селестена Рвигему, который подвергался критике в руандийской прессе и некоторыми членами парламента. Вскоре президента Пастёра Бизимунгу сменил Поль Кагаме на посту главы Руанды.
Макуза остался во главе нового правительства, назначенного 8 марта 2008 года.
6 октября 2011 года президент Поль Кагаме вместо Бернара Макузы назначил на пост премьер-министра Пьера Хабумуремьи. Вместо этого Макуза был назначен в Сенат Руанды.
В Сенате Макуза занимал должность вице-президента по законодательству и надзору за правительством. С 14 октября 2014 по 17 октября 2019 года был президентом Сената.